# Upton (Quebec)
Upton (AFI: /ɔptɔn/), antiguamente Saint-Éphrem-d’Upton, es un municipio perteneciente a la provincia de Quebec en Canadá. Está ubicado en el municipio regional de condado (MRC) de Acton en la región de Montérégie-Est.

## Geografía

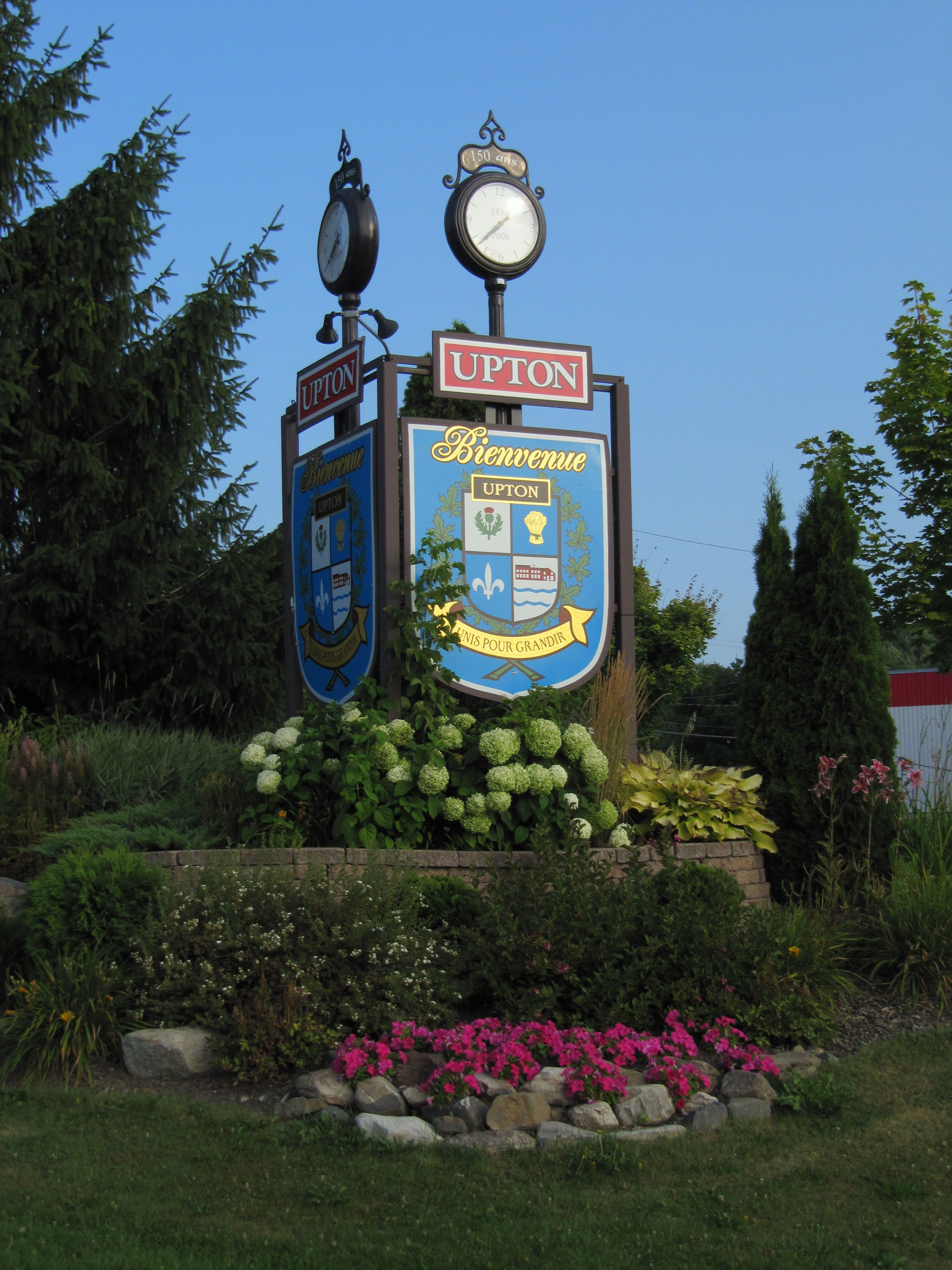
Escudo de Upton

Upton se encuentra en la planicie del San Lorenzo, 15 kilómetros al oeste de Acton Vale. Limita al norte con Saint-Nazaire-d'Acton, al este con Saint-Théodore-d'Acton y Acton Vale, al sur con Saint-Valérien-de-Milton, y al oeste con Sainte-Hélène-de-Bagot. Su superficie total es de 55,77 km², de los cuales 54,82 km² son tierra firme y 0,95 km² en agua. El río Negro baña el territorio.

## Urbanismo

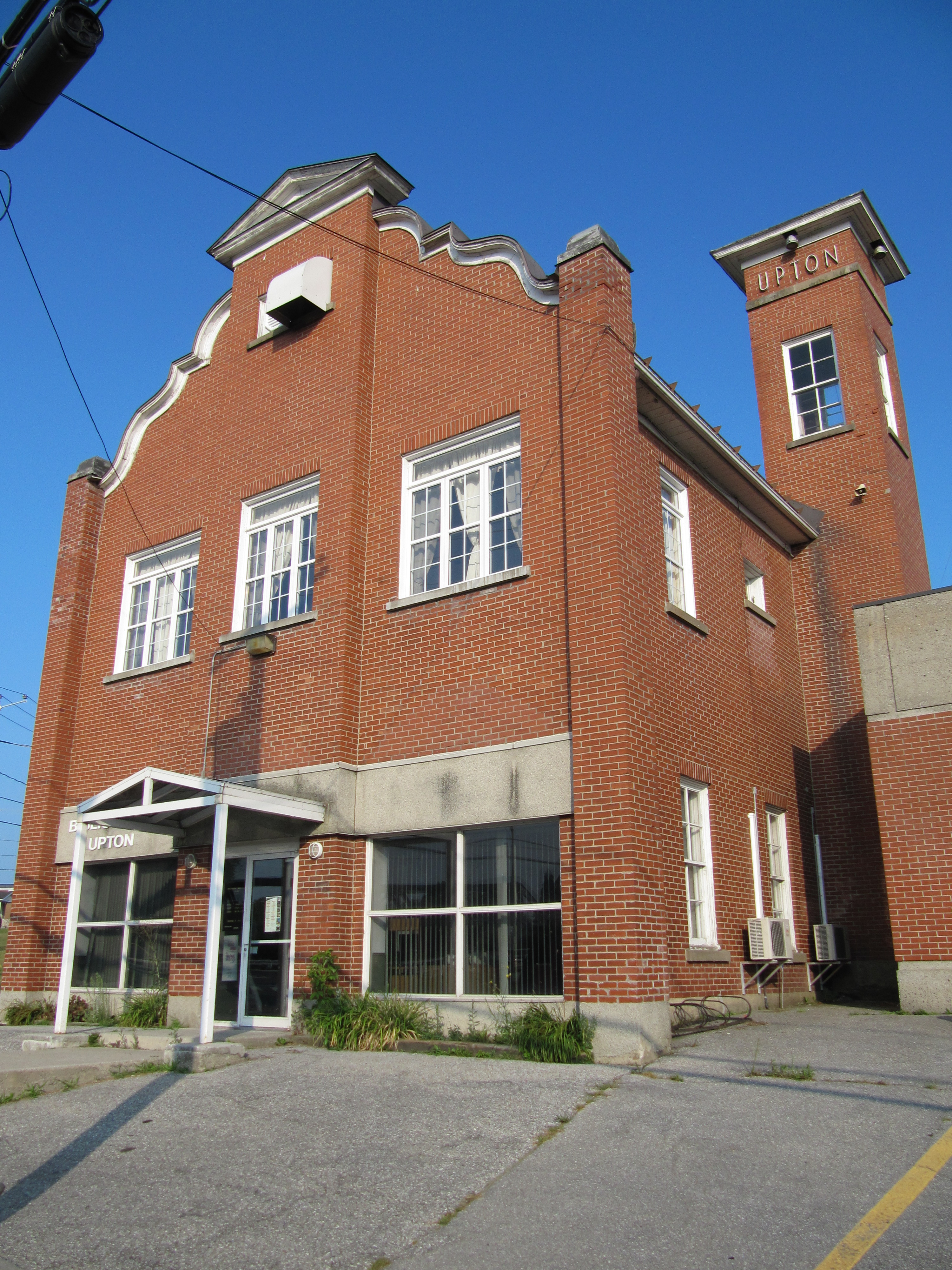
Biblioteca y cuartel de bomberos

El pueblo de Upton se encuentra en las dos riberas del río Negro, al cruce de la rue Principale (carretera nacional  QC 116 ), de la rue de la Chute y de la rue de la Carrière. El ferrocarril St-Laurent & Atlantique atraviesa el pueblo paralelamente a la rue Principale. La rue Principale une el pueblo de Upton a Acton Vale al este y a la autopista 20 y Saint-Hyacinthe al oeste. La rue de la Carrière va hacia Saint-Nazaire-d’Acton al noreste aunque la rue de la Chute, que bordea el río Negro, va a Saint-Valérien-de-Milton al sur. La rue Lanoie y rang du Carré se dirige del pueblo en dirección norte hacia Sainte-Hélène-de-Bagot.

## Historia

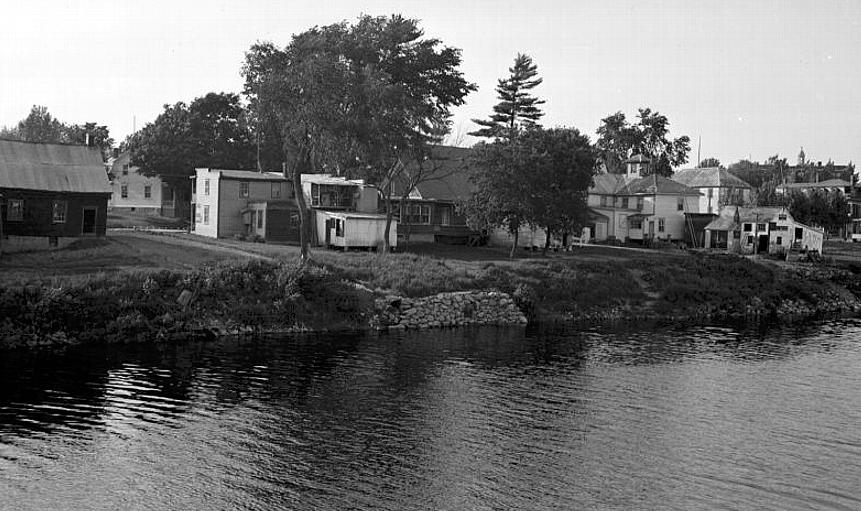
Casas al largo de la rivière Noire (río Negro) (1937)

En 1800, el cantón de Upton, probablemente del nombre de la ciudad inglesa de Upton by Chester, fue instituido. Los Franco-canadienses, originarios de los señoríos sobrepoblados del valle del San Lorenzo, se establecieron en el territorio a partir de 1845. Hacia 1850, la construcción de un molino de harina acarreó a la formación de un pueblo aunque otras poblaciones se desarrollaron a lo largo del ferrocarril del Grand Tronc. La población contaba entonces 400 personas. La parroquia católica de Saint-Éphrem-d’Upton, honrando Efrén de Siria, fue creada en 1854 por separación de las parroquias de Saint-Dominique y de Sainte-Hélène-de-Bagot. El municipio de parroquia de mismo nombre fue instituido un año más tarde. La oficina de correos de Saint-Éphrem-d’Upton abrió en 1858. En 1875, la población contaba 1600 habitantes. El municipio de pueblo de Upton fue creado en 1878 por separación del municipio de parroquia de Saint-Éphrem-d'Upton. Entre 1941 y 1956, una escuela doméstica educó  2500 jóvenes. El municipio actual de Acton fue creado en 1998 por fusión de los municipios de pueblo de Upton et de parroquia de Saint-Éphrem-d’Upton.

## Política
El consejo municipal se compone del alcalde y de seis consejeros sin división territorial. El alcalde actual (2015) es Yves Croteau.
|            | 2005-2009                                                                                 | 2009-2013                                                                               | 2013-2017                                                                                  |
| Alcalde    | Yves Croteau                                                                              | Yves Croteau                                                                            | Yves Croteau                                                                               |
| Consejeros | André Bernier Christian Champigny Dominic Dion Simon Fortin Alain Joubert Claude Larocque | André Bernier Barbara Beugger Guy Lapointe Claude Larocque Robert Leclerc Nicole Ménard | Barbara Beugger Guy Lapointe Claude Larocque Robert Leclerc Nicole Ménard Richard Sabourin |

 * Consejero al inicio del termo pero no al fin.  ** Consejero al fin del termo pero no al inicio. 
A nivel supralocal, Upton forma parte del MRC de Acton. El territorio del municipio está ubicado en la circunscripción electoral de Johnson a nivel provincial y de Saint-Hyacinthe—Bagot a nivel federal.

## Demografía
Según el censo de Canadá de 2011, Upton contaba con 2075 habitantes. La densidad de población estaba de 37,3 hab./km². Entre 2006 y 2011 hubo un aumento de 121 habitantes (6,2 %). En 2011, el número total de inmuebles particulares era de 900, de los cuales 835 estaban ocupados por residentes habituales, otros siendo desocupados o residencias secundarias. El pueblo de Upton contaba con 1124 habitantes o 54,2 %  de la población del municipio, en 2011.
Evolución de la población total, 1991-2015